# Giambattista Basile
Giambattista Basile (1566?, Giugliano in Campania – 23. února 1632, Giugliano in Campania) byl neapolský barokní básník, dvořan a sběratel pohádek.

## Životopis
Narodil se v neapolské rodině pocházející z vrstvy. Rok jeho narození 1566, který uvádějí některé zdroje, je v rozporu s rokem 1575, který uvádí jeho životopisec Benedetto Croce. Basile byl během své kariéry dvořan a voják u různých italských knížat, včetně benátského dóžete. V Benátkách začal psát poezii. Později se vrátil do Neapole, aby sloužil jako dvořan pod záštitou Dona Marina I Caracciolo, avellinského prince, jemuž věnoval svoji idylu L'Aretusa (1618). V době své smrti dosáhl hodnosti hraběte z Terrone (Conte di Torrone).
Basileho nejstarší známá literární tvorba je z roku 1604 v podobě předmluvy k hrdinskému eposu Vaiasseide (v neapolštině) jeho přítele, neapolského spisovatele Giulia Cesare Corteseho. Následující rok byla jeho villanella Smorza crudel amore zhudebněna a v roce 1608 publikoval svoji báseň Il Pianto della Vergine.
Basile je zmiňován hlavně v souvislosti s jeho sbírkou neapolských pohádek (v neapolštině) s názvem Lo cunto de li cunti overo lo trattenemiento de peccerille (česky: Pohádka pohádek, aneb zábava pro nejmenší), také známé jako Il Pentamerone. Sbírku publikovala posmrtně ve dvou svazcích jeho sestra Adriana v Neapoli v roce 1634 a 1636 pod pseudonymem Gian Alesio Abbatutis. Sbírka známá jako Pentameron byla po nějakou dobu zapomenuta, pozornost si znovu získala, když ji bratři Grimmové označili jako první národní sbírku pohádek. Mnoho z těchto pohádek jsou nejstarší existující varianty známých pohádek jako Šípková Růženka, Popelka aj.
Zemřel jako místodržící rodného města Giugliano in Campania při velké epidemii v roce 1632 a je pohřben ve zdejším kostele sv. Žofie (chiesa di Santa Sofia); ve městě je ulice nesoucí jeho jméno (Via Giambattista Basile).

## Dílo

### Český překlad
- Giambattista Basile, Pentameron aneb Pohádka pohádek. Z neapolského originálu Il Pentamerone del Cavalier Giovan Battista Basile ovvero Lo cunto de li cunti, Napoli 1788 přeložil Jan Brechensbauer. SNKLU, Praha 1961.